# Pont del Torrent (Cervià de Ter)
El Pont del Torrent és una obra de Cervià de Ter (Gironès) protegida com a bé cultural d'interès local.

## Descripció
El pont és construït damunt la riera de la Font Mirona. Es troba en el camí que antigament es feia servir per anar de Cervià de Ter a Girona. El pont es troba en un camí d'època romana, concretament la via Augusta. La construcció de la carretera GI-633 va fer que el pont perdés part de la seva funció ja a partir de finals del segle xix. El traçat de l'autopista AP-7 va fer que el camí on es troba el pont quedés interromput.
El pont té una llargada aproximada de 20 m i una alçada màxima d'uns 4 m. Consta d'una sola arcada de punt rodó, lleugerament desplaçada cap a l'oest per tal d'adaptar-se millor a la topografia del terreny. El pont conserva en bon estat les dues arcades laterals que rematen la volta i diversos murs laterals de contenció de les terres d'anivellament de la plataforma superior, la qual discorre al mateix nivell del camí, de manera que no hi hagi pendent en creuar la riera. El pont presenta determinades patologies per manca de conservació.